# De rustica progenie, semper villana fuit
"Rustica progenie, semper villana fuit " è un detto popolare di dubbia e incerta origine.
Starebbe per indicare, in tono dispregiativo ma scorretto,  che  «Colui che discese da stirpe rustica, rimase sempre un individuo rozzo».
In realtà l'Enciclopedia Treccani nel definire il termine villano ne attribuisce l'origine all'" abitante della villa", cioè della campagna.